# رودريغو نارانخو
رودريغو نارانخو (بالإسبانية: Rodrigo Naranjo)‏ (30 أغسطس 1979 في تشيلي - ) هو لاعب كرة قدم تشيلي في مركز حراسة المرمى. لعب مع إيفرتون دي فينا ديل مار وسانتياغو واندررز ونادي كوكيمبو أونيدو وديبورتيس إيكيكي ويونيون لا كاليرا.

## وصلات خارجية
- رودريغو نارانخو على موقع قاعدة بيانات كرة القدم.إي يو (الإنجليزية)
- رودريغو نارانخو على موقع Soccerway.com (الإنجليزية)
- رودريغو نارانخو على موقع عالم كرة القدم.نت (الإنجليزية)
- رودريغو نارانخو على موقع AS.com (الإسبانية)